# Peoria, Illinois
Peoria (pi-ɔər-i-ʌ) là một thành phố ở tiểu bang Illinois, Hoa Kỳ. Đây là thành phố lớn thứ nhì bên sông Illinois, là quận lỵ quận Peoria. Thành phố được đặt tên theo bộ lạc Peoria. Thành phố này thuộc quận. Thành phố có diện tích km2, dân số là 112.936 người (thời điểm điều tra dân số năm 2000), dân số năm 2007 là 113.546 người, là thành phố lớn thứ 6 bang. Vùng đô thị Peoria có dân số năm 372.487 người năm 2008, là vùng đô thị lớn thứ ba của tiểu bang, sau vùng đô thị Chicago và phần Metro-East của vùng đô thị St. Louis.